# Auguste Toulmouche

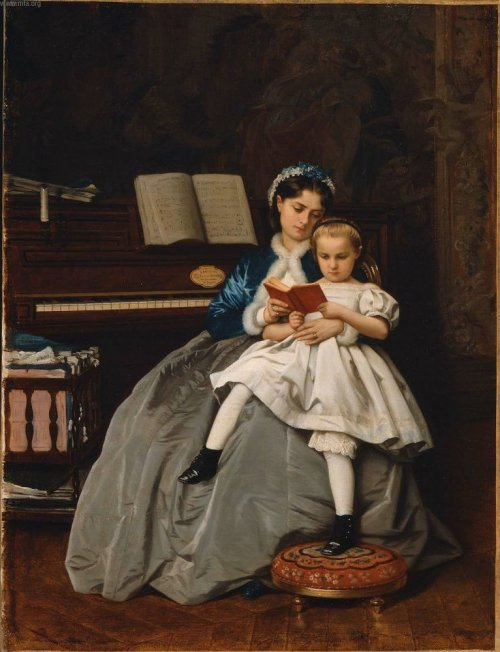
Häusliche Szene

Auguste Toulmouche (* 21. September 1829 in Nantes; † 16. Oktober 1890 in Paris) war ein französischer Genremaler.

## Leben
Auguste Toulmouche war ein Sohn von Émile Toulmouche und dessen Ehefrau Rose Sophie, geb. Mercier.
Über seine Kindheit und Jugend ist wenig bekannt. Er lebte mit seinen Eltern und seinem vier Jahre älteren Bruder Émile unter der Adresse 12 bis, rue de La Fosse in Nantes, ehe die Familie ein neues Domizil bezog, das die Adresse 33, rue de la Bastille hatte.
Auguste Toulmouche hatte einen Onkel namens René, der Bildhauer war und ihm möglicherweise erste Anregungen gab. Toulmouche wurde in Nantes ab 1841 bei René Amédée Ménard und später bei einem Porträtmaler namens Biron ausgebildet. 1846 zog er nach Paris und studierte bei Charles Gleyre. 1852 wurde sein Gemälde La Jeune Fille im Salon angenommen, erhielt einen Preis und wurde von Kaiser Napoleon III. angekauft. Im Folgejahr kaufte Kaiserin Eugénie ein weiteres Gemälde Toulmouches. Thema dieses Bildes war der erste Schritt eines Kleinkindes. Toulmouche spezialisierte sich auf derartige Darstellungen aus dem häuslichen Bereich mit Müttern und Kindern oder auch mit jungen Mädchen, die bei der Kundschaft viel Anklang fanden. Er stellte weiterhin im Salon aus und erhielt 1861 wiederum eine Medaille.
1862 heiratete er Marie Lecadre, eine Verwandte Claude Monets. Da zu diesem Zeitpunkt gerade ein Mentor für den jungen Claude Monet gesucht wurde, der dessen Studium in Paris begleiten sollte, wurde Toulmouche diese Aufgabe übertragen. Er führte Monet bei Gleyre ein, dessen akademischer Stil diesem allerdings schon bald nicht mehr zusagte. Über Gleyre lernte Monet jedoch Impressionisten wie Pierre-Auguste Renoir, Alfred Sisley und Frédéric Bazille kennen, denen er sich bald eng anschloss.
Toulmouche, der 1870 Ritter der Ehrenlegion wurde, blieb seinem akademischen Stil treu, doch scheinen gewisse Verbindungen zwischen seinen späteren Werken, etwa ab 1870, und denen Monets zu bestehen. Toulmouches Farben hellten sich unter Monets Einfluss auf; sein Nachmittagsidyll von 1874 weist japanische Elemente auf und Monets Porträt von Camille Doncieux als La Japonaise von 1875/76 ist den „délicieuses poupées de Toulmouche“, wie Zola sie nannte, nicht ganz unähnlich. Toulmouche verließ 1871 Paris und zog mit seiner Frau in die Abbaye Notre-Dame de Blanche-Couronne, die sich bald zum Treffpunkt zahlreicher Künstler entwickelte.
Seine Bilder waren bei französischen wie auch bei amerikanischen Sammlern begehrt; 1877 wurde er in einem Artikel über französische Kunst in Harper’s New Monthly Magazine aufgeführt. 1878 wurde eines seiner Bilder bei der Weltausstellung in Paris mit einem dritten Preis bedacht. Dennoch kamen seine Genrebilder allmählich aus der Mode. Möglicherweise geriet Toulmouche in finanzielle Schwierigkeiten, denn er verkaufte im Jahr 1877 seine Sammlung von Antiken und Statuetten. 1890 starb er, nur zwei Jahre nach seinem Vater, in seiner Wohnung in der rue Victor Massé in Paris.
Werke Toulmouches befinden sich im Louvre, im Musée des Beaux-Arts in Nantes, im Museum of Fine Arts in Boston und im Sterling and Francine Clark Art Institute, Williamstown, Massachusetts.

Auguste
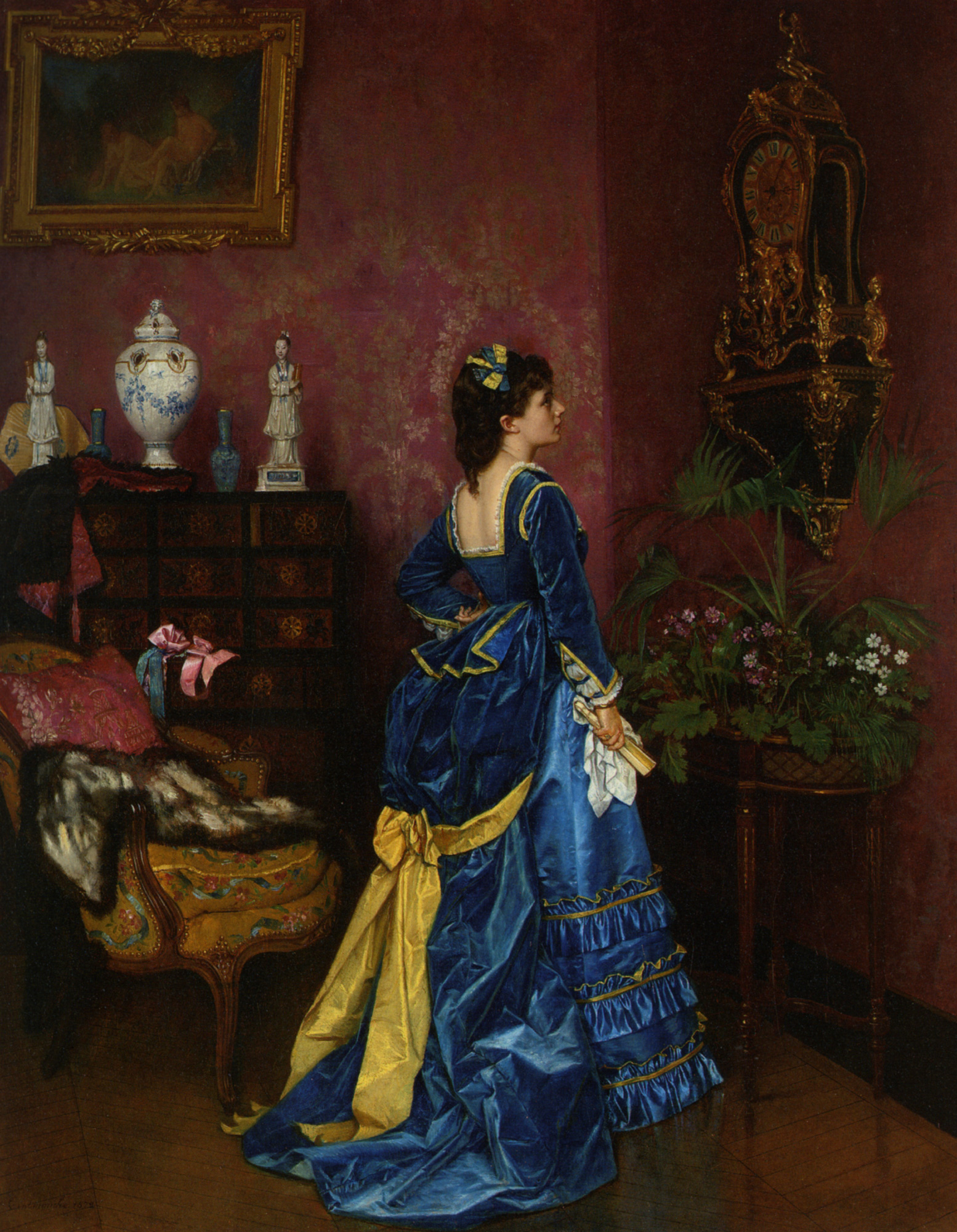
La Robe bleue.
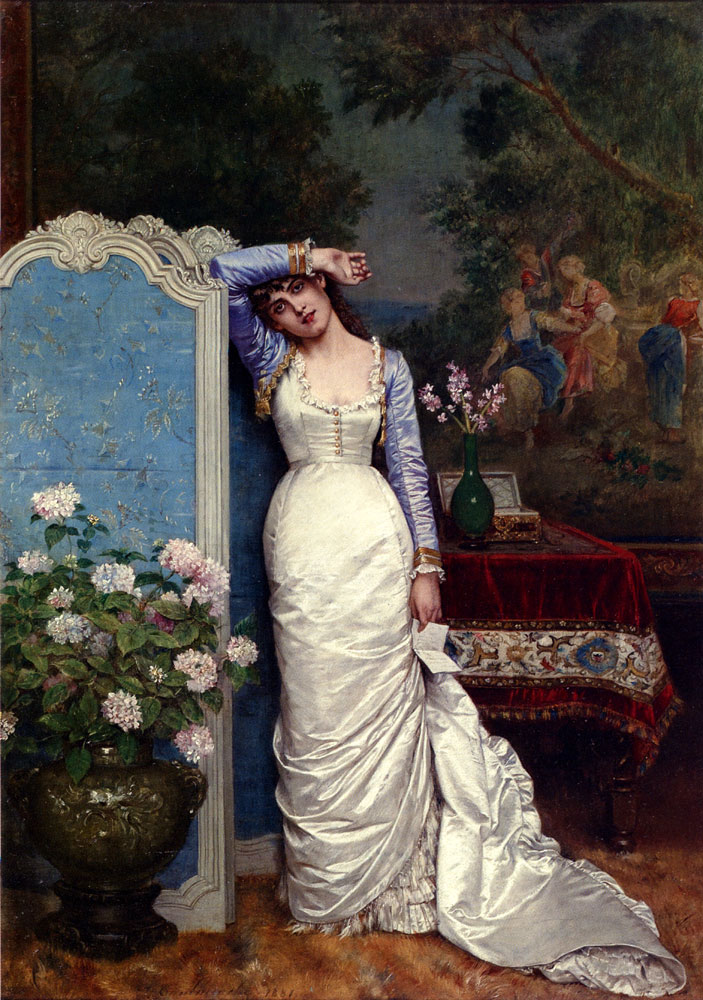
Jeune fille, interieur.
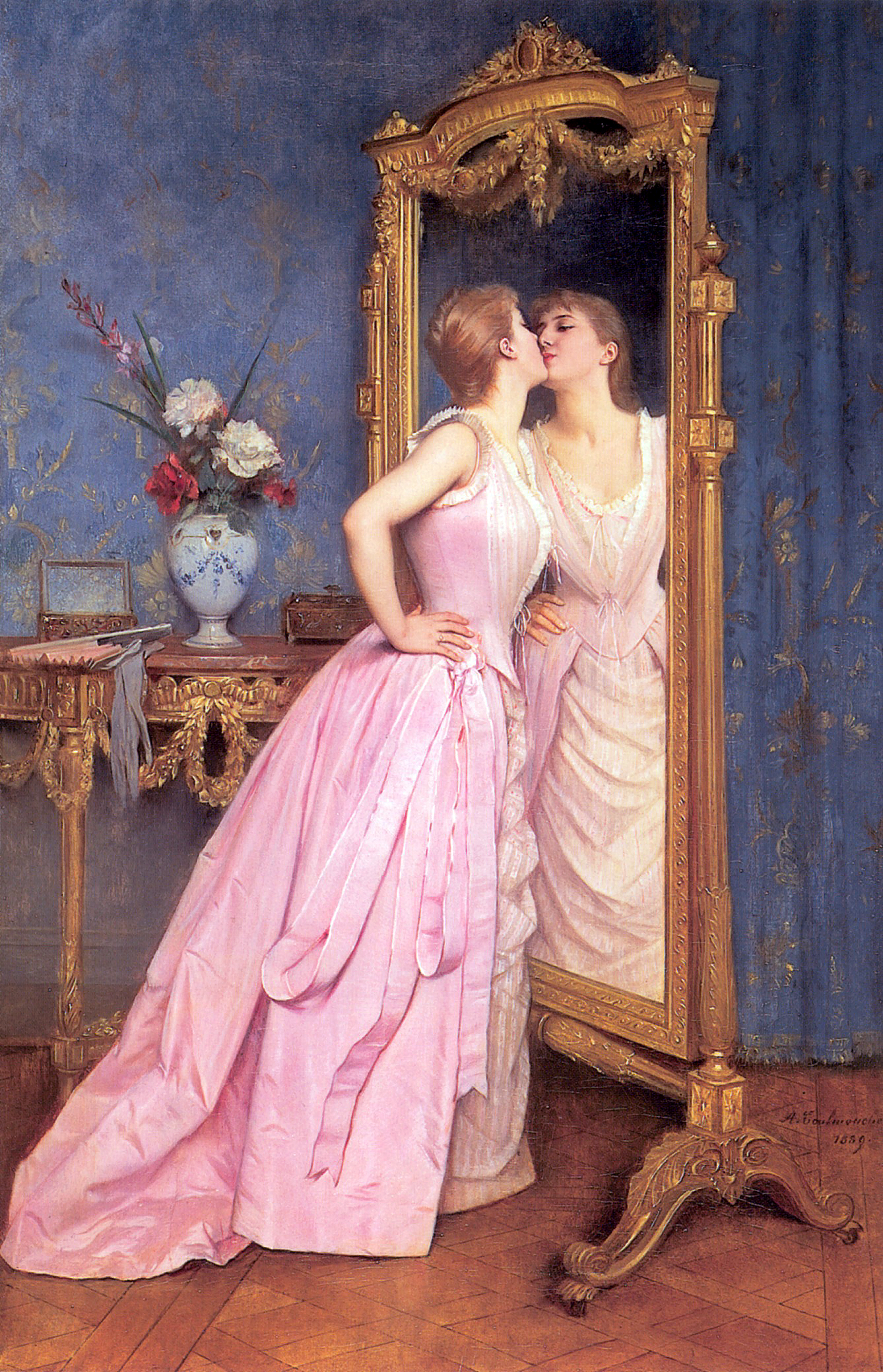
Vanité.
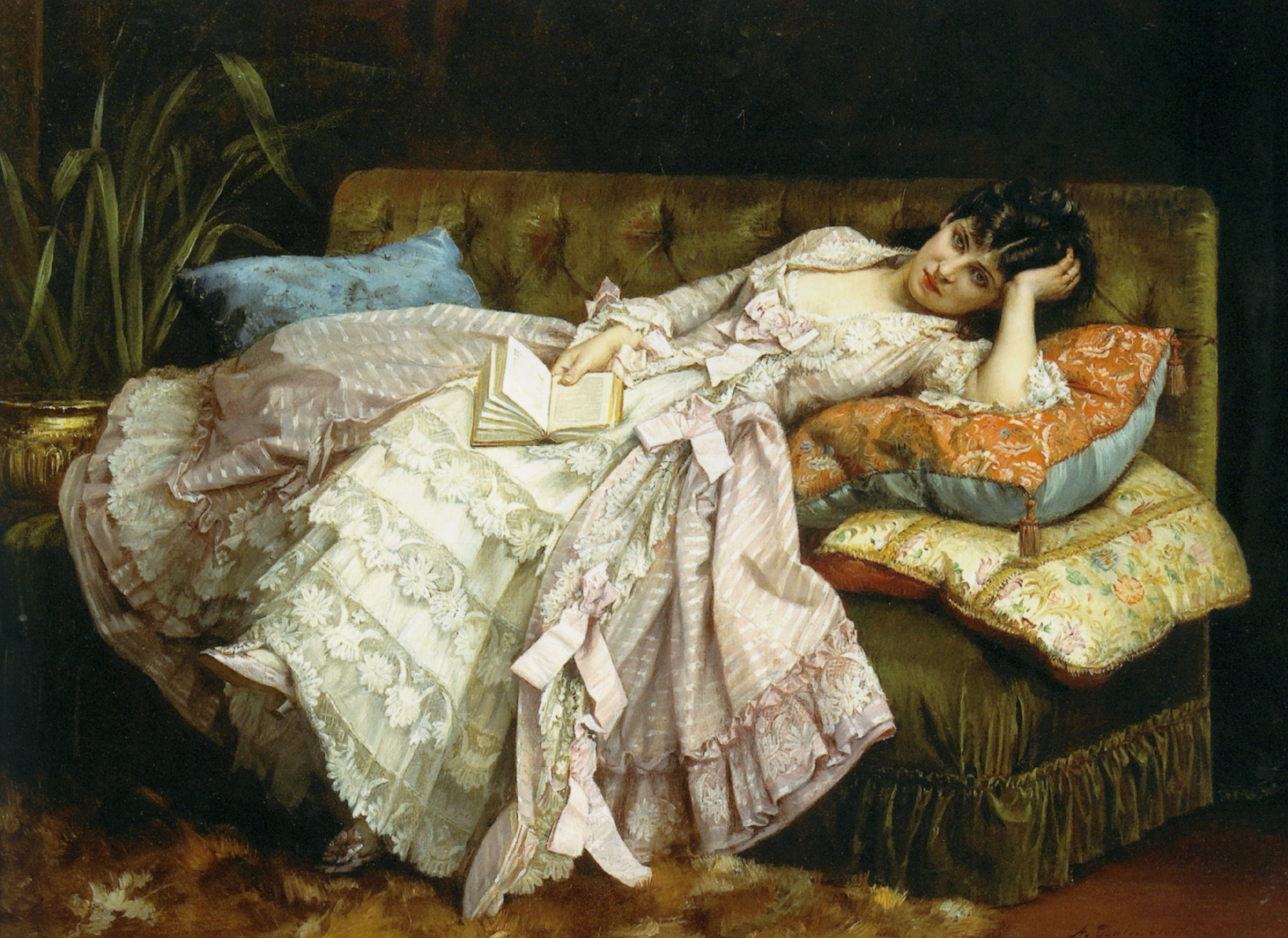
Dolce far niente.
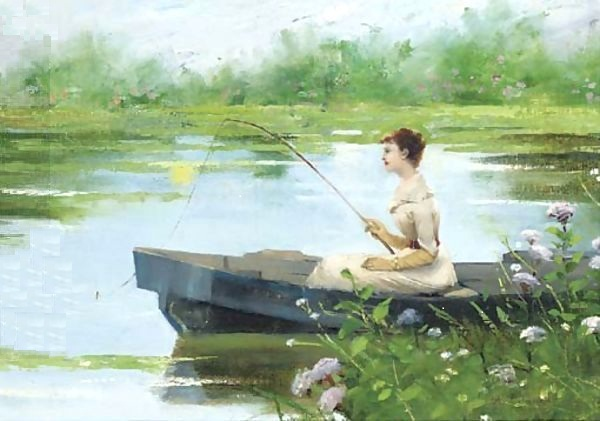
Une après-midi tranquille.
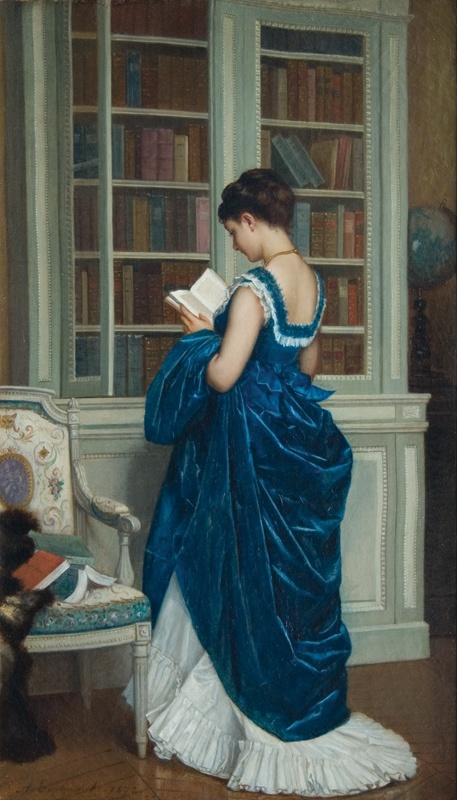
Dans la Bibliothèque.
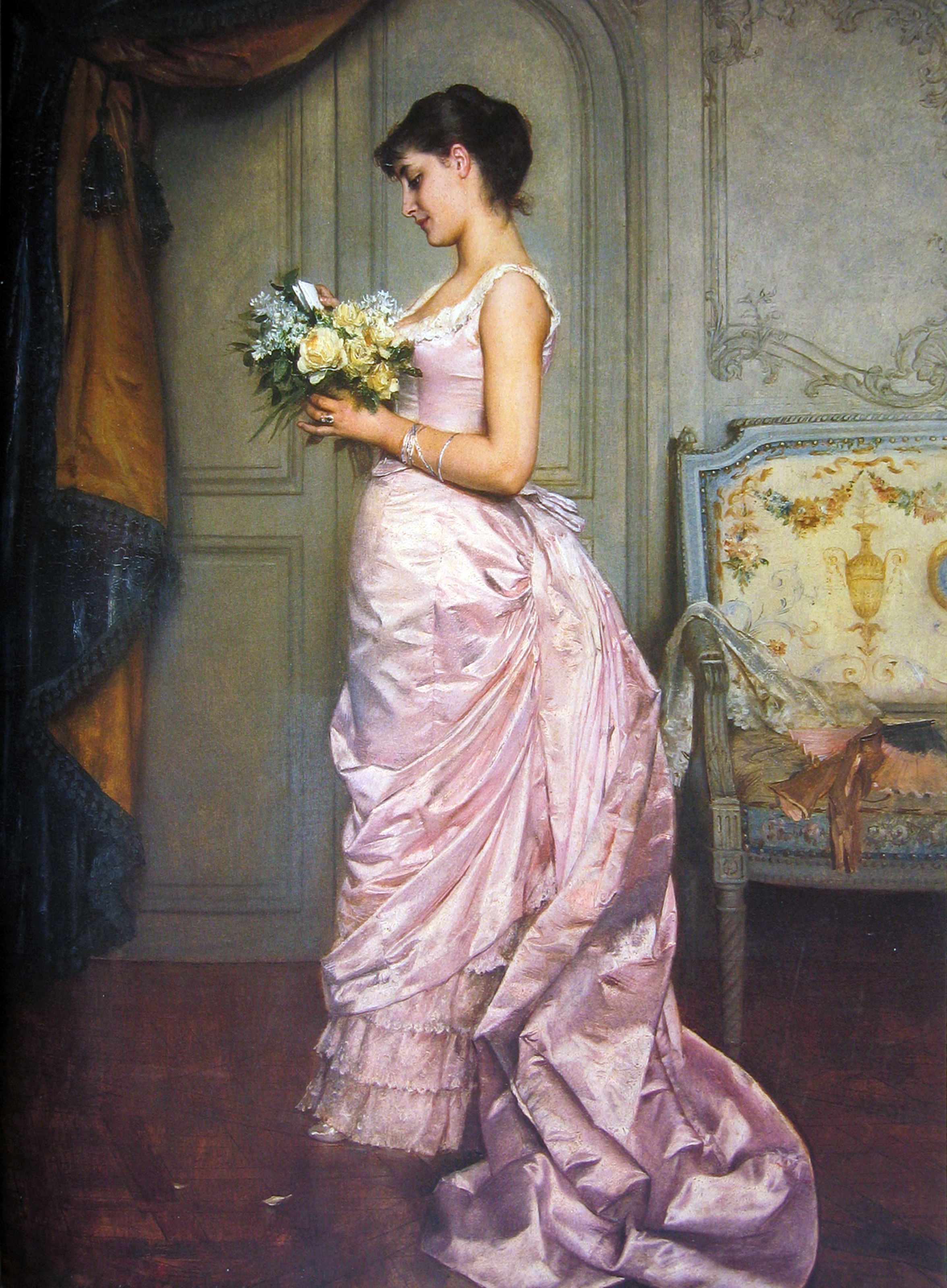
Le Billet.
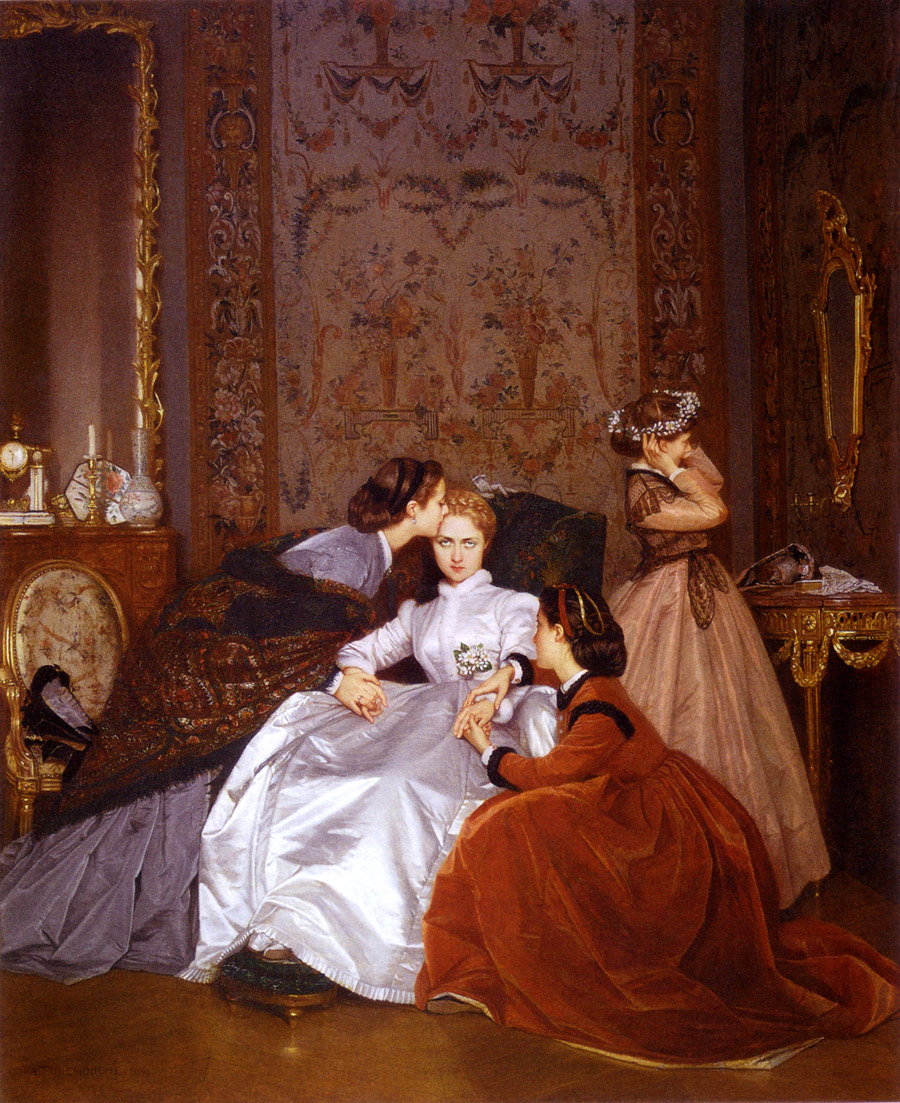
La Fiancée hésitante (1866).
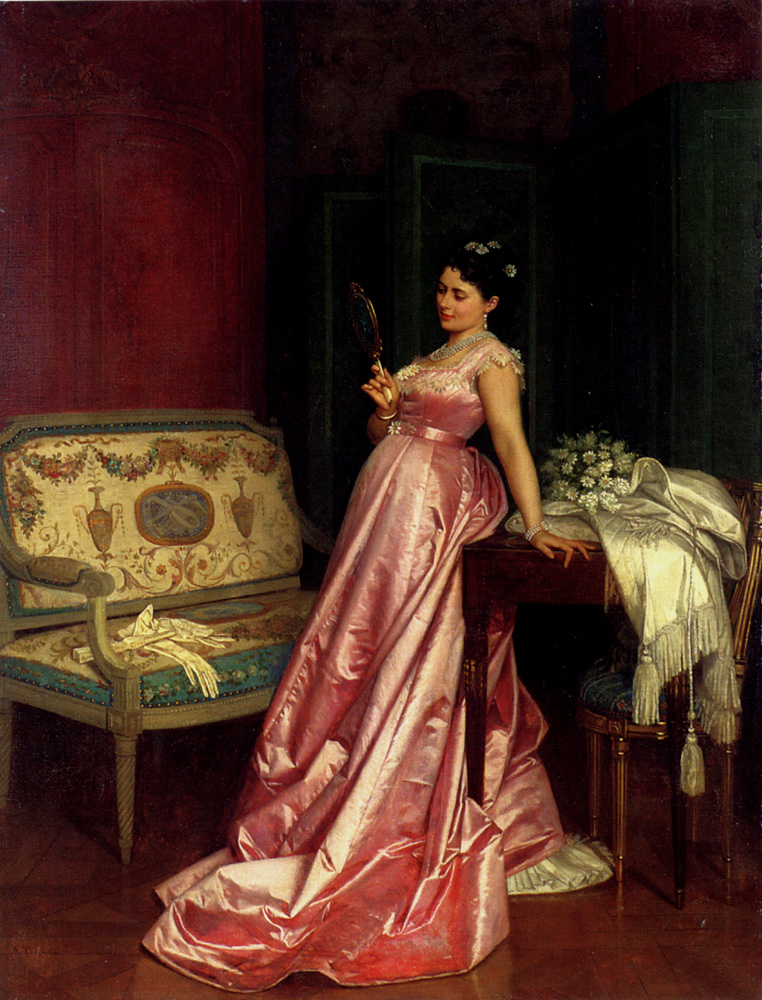
Le Miroir (1868).
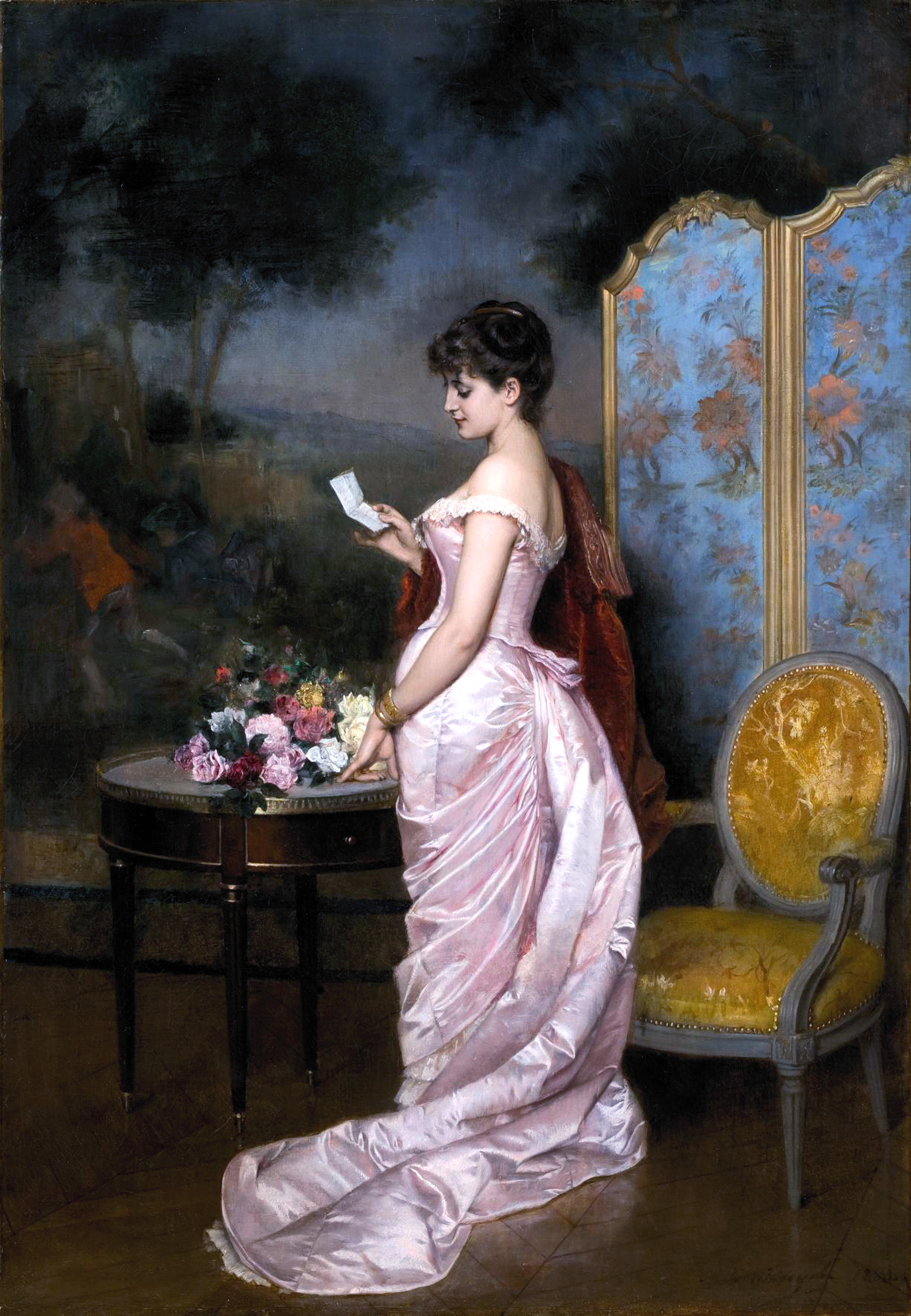
Le Billet (1883).
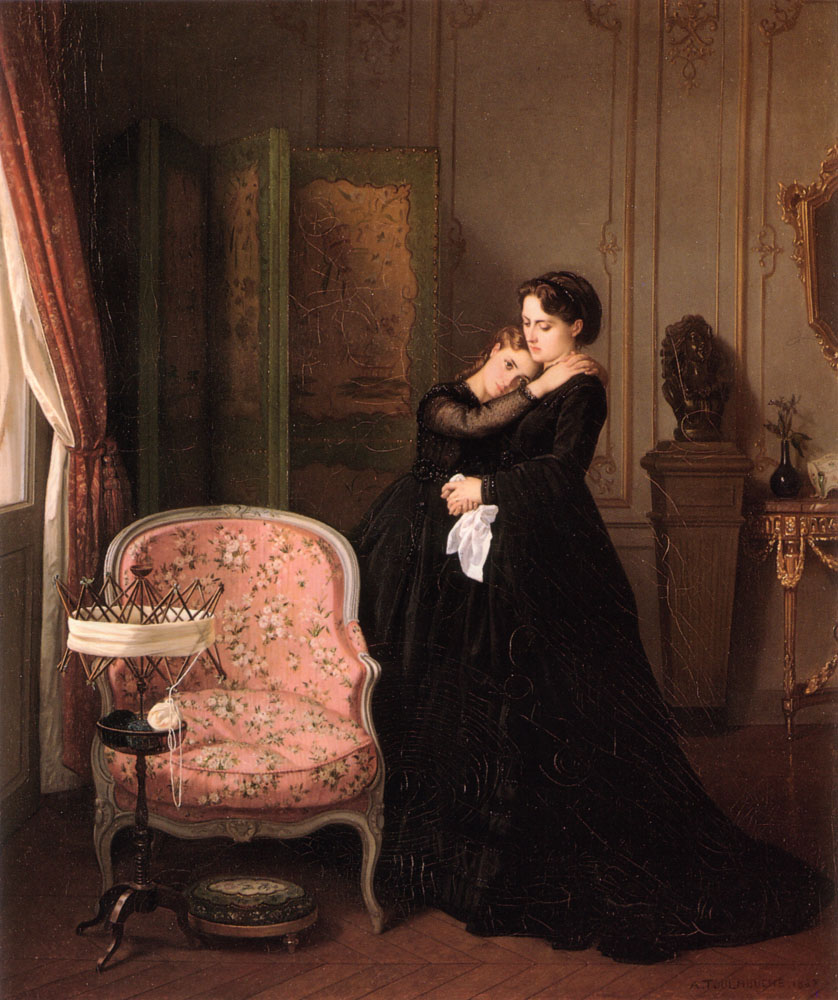
Consolation
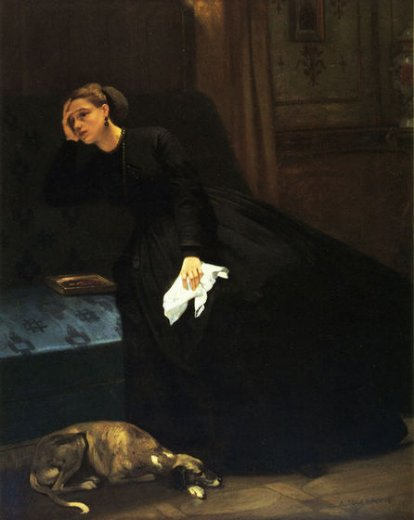
L’amour perdu